# Team Ferlito
Il Team Ferlito è una scuderia automobilistica nata nel 1984 a Verona. È conosciuto anche con la denominazione Ferlito Motors utilizzata fino al 2010 sulle vetture da competizione e tuttora nome della sede della squadra.
Il team ha partecipato a numerose edizioni di campionati turismo e sport prototipi a livello italiano ed europeo, e dal 2005 è una presenza fissa, con le sue Jaguar, nel campionato Superstars Series; categoria in cui hanno conquistato il titolo italiano nel 2006.

## Gli esordi
Nel 1984 il Team Ferlito si affaccia al mondo delle competizioni partecipando ad alcune gare del campionato di F.2000 con una Ralt RT-1 Toyota. L'esperienza è positiva, tanto che il loro impegno viene riconfermato per le due stagioni successive, in cui schierano una più competitiva Dallara 384, che gli permette di conquistare il terzo posto assoluto nella stagione 1985.
Parallelamente alla partecipazione al campionato di F.2000, nel 1987 e 1988 la squadra partecipa anche al campionato sport prototipi, ottenendo, come miglior risultato, la vittoria nella 2 Ore di Misano.

## La partecipazione al CIVT
Nel 1989 il team partecipa per la prima volta al CIVT (Campionato Italiano Velocità Turismo), un campionato che li vedrà presenti per più di dieci anni e in cui otterranno risultati di rilievo.
L'esordio nel CIVT avviene con una Alfa Romeo 75, auto con cui, dopo numerosi piazzamenti, nel 1991 il Team Ferlito si consacra miglior team privato Alfa Romeo, conquistando il titolo di campione di classe N3 con Vincenzo Ferlito e piazzando al quarto posto un'Alfa Romeo 164 affidata direttamente dalla casa madre, con al volante il presidente della CSAI Fabrizio Serena di Lapigio.
Nello stesso anno anche l'ex pilota di Formula 1 Arturo Merzario si cimenta alla guida della vettura del Team Ferlito, ottenendo un secondo posto alla 6 Ore di Vallelunga. In questi anni il team è attivo anche nel campionato spagnolo turismo, dove trionfa con le sue Alfa Romeo 75 condotte da Luis Villamil e dall'ex pilota di Formula 1 Luis Pérez-Sala nel 1989 e nel 1991.
Nel 1993 le affidabili e competitive Alfa Romeo 75 vengono affiancate da una Alfa Romeo 164 V6 Turbo affidata alla squadra veronese direttamente dalla casa del biscione per la partecipazione al CIVT e tre Alfa Romeo SZ per gareggiare nel campionato a loro dedicato, dove agguantano un secondo e terzo posto assoluto.
La collaborazione con l'Alfa Romeo prosegue con l'arrivo nel 1995 della nuova Alfa Romeo 155 2000 16v, che, con al volante Sandro Montani, conquista il secondo posto assoluto nel 1995 e la vittoria del campionato nel 1996.
Negli anni successivi si mettono in luce diversi piloti a bordo delle Alfa Romeo del Team Ferlito, come Giuliano Alessi, Fabio Piscopo, Marco Baroncini, Cora De Adamich e Francesco Iorio, il quale conquista nel 2001 il Challenge Alfa Romeo a bordo di una Alfa Romeo 156 TS 16v gruppo N3.
Nel 2002 e 2003 oltre al CIVT, il team partecipa anche al Campionato Superproduzione con due Alfa Romeo 147 SP, che ottengono dei buoni piazzamenti.

## La Superstars Series

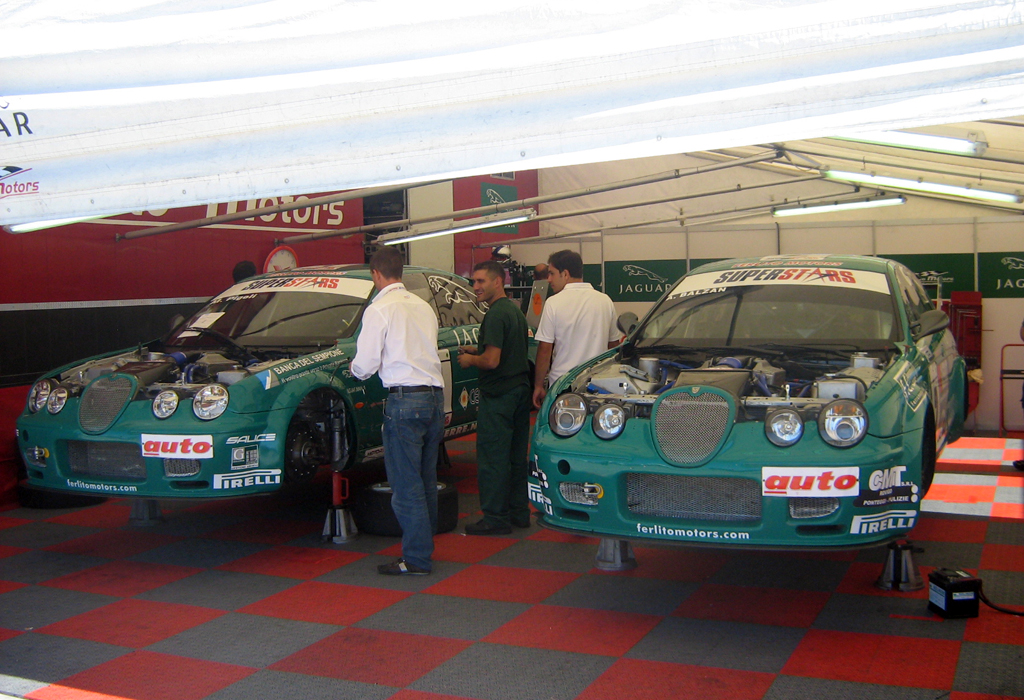
Le Jaguar S-Type R nella stagione 2007

A metà della stagione 2005 la Jaguar affida al Team Ferlito la gestione delle due Jaguar S-Type R che partecipano al campionato Superstars Series, una categoria riservata a berline con motore V8 derivate di serie.
Nonostante il poco tempo a disposizione per la preparazione delle vetture, i risultati non tardano ad arrivare e già nella stagione d'esordio arrivano un secondo posto a Varano e un terzo al Mugello. Il 2006 è l'anno della consacrazione nel Campionato italiano Superstars. Dopo neanche un anno dall'inizio della collaborazione con Jaguar, Max Pigoli e la sua S-Type R regalano il titolo italiano alla scuderia veronese.
Nel 2007 il team si presenta con il campione in carica Max Pigoli affiancato da Alessandro Balzan; il duo riesce ad ottenere una doppietta nella gara di apertura del campionato e lotta tutta la stagione per il titolo, il quale però sfugge sia nella serie italiana che internazionale.

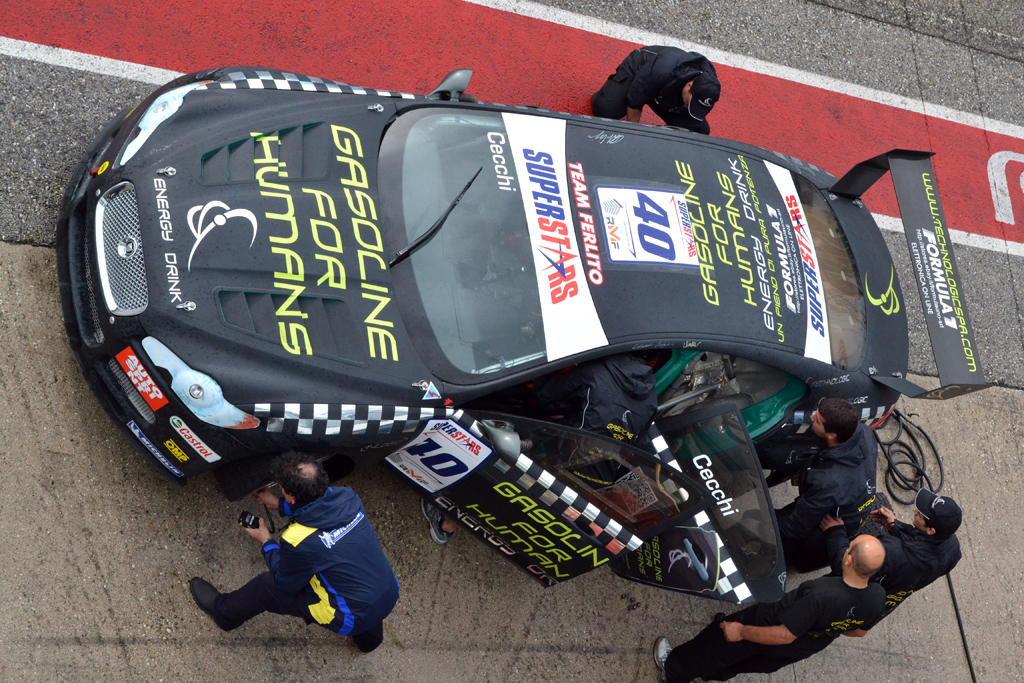
La Jaguar XFR nella stagione 2011

2008 e 2009 sono anni di transizione, il team prosegue il suo impegno nel campionato con le due Jaguar S-Type R affidate una ad Ermanno Dionisio e l'altra a diversi piloti che si alternano gara per gara, tra cui l'attore Walter Nudo; parallelamente inizia lo sviluppo della nuova Jaguar XFR, che viene portata al debutto all'ultima gara della stagione 2009 sul circuito di Kyalami.
Nel 2010 le XFR al via sono due, con al volante inizialmente Matteo Cressoni e Marcello Puglisi, ma che vedono alternarsi nel corso della stagione più piloti, cosa che rallenta lo sviluppo delle vetture e rimanda risultati più soddisfacenti alla stagione successiva. Il 2011 vede le Jaguar del Team Ferlito abbandonare la consueta livrea verde che da sempre le ha caratterizzate nella Superstars Series per assumere la colorazione del nuovo sponsor, la bibita energetica Gasoline For Humans. Le due XFR affidate per l'intera stagione al debuttante Luigi Cecchi e a Francesco Sini ottengono subito un secondo posto, con quest'ultimo, nella gara inaugurale sul circuito di Monza e riescono ad ottenere numerosi piazzamenti a punti nel corso del campionato; questo gli permette di concludere al sesto posto della classifica team.